# Domenico Lorenzo Ponziani
Domenico Lorenzo Ponziani, (né en 1719 à Modène, dans l'actuelle Émilie-Romagne, Italie et mort en 1796 dans cette même ville) était un joueur d'échecs et un compositeur d'études d'échecs italien du XVIIIe siècle.

## Biographie
On lui doit notamment l'ouverture appelée début Ponziani et qui commence par les coups 1.e4 e5 2.Cf3 Cc6 3.c3.
Ainsi que le gambit Ponziani dans le début du Fou 1. e4 e5 2. Fc4 Cf6 3. d4.